# Moore Station, Texas
Moore Station là một thành phố thuộc quận Henderson, tiểu bang Texas, Hoa Kỳ. Năm 2010, dân số của xã này là 201 người.

## Dân số
- Dân số năm 2000: 184 người.
- Dân số năm 2010: 201 người.